# Desmod
Desmod je slovenská rocková skupina, která vznikla roku 1988 jako metalová formace v Nitře. Název skupiny je inspirován latinským názvem netopýra, který se živí krví savců – upíra obecného (Desmodus rotundus).
Základní sestava skupiny se během její existence úplně změnila. Postupnými personálními změnami se vystřídalo obsazení jednotlivých nástrojů a zároveň se změnil i hudební styl od heavy metalu přes crossover, punk rock až k melodickému rocku.

## Členové skupiny

### Současní členové
- Mário „Kuly“ Kollár – zpěv
- Ján Škorec – bicí, perkuse
- Adam Mičinec – kytara (od roku 2021)
- Juro Varga – baskytara (od roku 2021)
- Mirka Kelbel – gitara (od roku 2021)

## Diskografie

### Studiová alba
- 001 (2000)
- Mám chuť... (2001)
- Derylov svet  (2003)
- Skupinová terapia (2004)
- Uhol pohľadu (2006)
- Kyvadlo (2007)
- Vitajte na konci sveta (2010)
- Iný rozmer (2011)
- Molekuly zvuku (2017)

### DVD
- Live In Garage (2007)